# شعار إقليم الباسك
شعار النبالة الحالي لإقليم الباسك (بالإسبانية: Escudo del País Vasco, Basque: Euskal autonomi erkidegoaren armarria) هو الشعار الرسمي لها، وهي منطقة الحكم الذاتي في إسبانيا. وهو يتألف من أربعة أجزاء  تمثل الأراضي التاريخية الثلاث من ألافا، غيبوثكوا وبسكاي، بالإضافة إلى الجزء الرابع الخالي. كما أنها احيطت بإكليل ملكي من أوراق البلوط، ترمز إلى Gernikako Arbola، شجرة البلوط  أو السنديان (Gernikako Arbola ("the Tree of Gernika" in Basque) is an oak tree that symbolizes traditional freedoms for the Biscayan people.
الربع الرابع تشكل منذ أواخر القرن 19 السلاسل المرتبطة لنافار. ومع ذلك، في أعقاب دعوى قانونية من قبل الحكومة نافار مدعيا أن استخدام شعار النبالة لمنطقة على علم منطقة أخرى غير قانوني، أمرت المحكمة الدستورية في إسبانيا إزالة السلاسل نافار في حكمها الصادر في عام 1986.
‌